# Richard Hay
Richard LeRoy Hay (29 d'abril de 1929 - 10 de febrer de 2006) va ser un geòleg nord-americà famós per haver treballat al costat de Mary Leakey a la gorja d'Olduvai, jaciment del Paleolític cabdal per a l'estudi de l'evolució humana. Tanmateix la seva aportació científica va anar més enllà, ja que també és conegut per les seves contribucions en l'estudi de les interaccions d'aigua, minerals i organismes propers a la superfície terrestre.
Va exercir de professor de geologia a la Universitat de Califòrnia, de Berkeley, durant 26 anys (1957-1983) i a la Universitat d'Illinois uns altres 11 anys. El 1978 va rebre el premi Kirk Bryan Award, de la Societat Americana de Geologia, per un article publicat sobre els seus estudis a la gorja d'Olduvai. Una sessió especial de la Societat Americana de Geologia el 2007 va homenatjar pòstumament Richard Hay per les seves contribucions científiques.

## Publicacions
- Geology of the Olduvai Gorge: A Study of Sedimentation in a Semiarid Basin, University of California Press, 1976
- 1963 Stratigraphy and Zeolitic Diagenesis of the John Day Formation of Oregon. University of California Publications in Geological Sciences 42(5): 199-262 amb John Stark.
- Geology and Petrography of Volcanic Rocks of the Truk Islands, East Caroline Islands. U.S. Geological Survey Professional Paper, 409. Washington, D.C.: U.S. Government Printing Office.
- Stratigraphy of Beds I through IV, Olduvai Gorge, Tanganyika: Science 139(3557): 829–833.
- Zeolitic Weathering in Olduvai Gorge, Tanganyika. Geological Society of America Bulletin 74(10): 1281-1286.
- 1966 Zeolites and Zeolitic Reactions in Sedimentary Rocks. Geological Society of America Special Paper 85. Nova York: Geological Society of America.
- 1968 Petrology of Palagonite Tuffs of Koko Craters on Oahu, Hawaii. Contributions to Mineralogy and Petrology 17(2): 141-154 amb A. Iijima.
- Analcime Composition in Tuffs on the Green River formation of Wyoming. American Mineralogist 53, Gener–Febrer: 184-200.
- 1970 Silicate Reactions in Three Lithofacies of a Semiarid Basin, Olduvai Gorge, Tanzania. Mineralogical Society of America Special Paper 3: 237-255.
- 1972 amb G.H. Curtis. Further Geologic Studies and K-Ar Dating of Olduvai Gorge and Ngorongoro Crater. a Calibration of Human Evolution. W.W. Bishop and J.A. Miller, eds. pp. 289–301. Edinburgh: Scottish Academic Press.
- 1973 Lithofacies and Environments of Bed I, Olduvai Gorge, Tanzania. Quaternary Research 3: 541-560.
- 1976 Geology of the Olduvai Gorge. Los Angeles: University of California Press.
- 1978 amb R.K. Stoessell. Geochemical Origin of Sepiolite and Kerolite at Amboseli, Kenya. Contributions to Mineralogy and Petrology 65: 255-267.
- 1979 amb M.D. Leakey. Pliocene footprints in the Laetolil beds at Laetoli, Northern Tanzania. Nature 278: 317-323.
- 1982 M.D. Leakey. The Fossil Footprints of Laetoli. Scientific American. 246: 50-57.
- 1983 Natrocarbonatite Tephra of Kerimasi Volcano, Tanzania. Geology 11(10): 599-602
- 1984 amb H. Bowman, F.H. Stross, F. Asaro, R.F. Heizer, and H.V. Micel. The Northern Colossus of Memnon: New Slants. Archaeometry 26, 218-229.
- 1986 amb R.E. Pexton, T.T. Teague, and T.K. Kyser. Spring-related Carbonate Rocks, Mg Clays, and Associated Minerals in Pliocene Deposits of the Amargosa Desert, Nevada and California. Geological Society of America Bulletin 97(12): 1488-1503.
- 1988 amb F.H. Stross, F. Asaro, H.R. Bowman, and H.V. Michel. Sources of the Quartzite of Some Ancient Egyptian Sculptures. Archaeometry 30(1): 109-119.
- 1989 Holocene Carbonatite-Nephelinite Tephra Deposits of Oldoinyo Lengai, Tanzania. Journal of Volcanology and Geothermal Research 37(1): 77-91.
- 1991 amb S.G. Guldman, J.C. Matthews, R.H. Lander, M.E. Duffin, and T.K. Kyser. Clay Mineral Diagnesis in Core KM-3 of Searles Lake, California. Clays and Clay Minerals 39(1): 84-96.
- 1993 amb R.H. Lander. Hydrogeologic Control on Zeolitic Diagenesis of the White River Sequence. Geological Society of America Bulletin 105(3): 361-376.
- 1999 amb D.B. Finkelstein and S.P. Altaner. Origin and Diagenesis of Lacustrine Sediments, Upper Oligocene Creede Formation, Southwestern Colorado. Geological Society of America Bulletin 111(8): 1175-1191.
- 2001 amb T.K. Kyser. Chemical Sedimentology and Paleoenvironmental History of Lake Olduvai, a Pliocene Lake in Northern Tanzania. Geological Society of America Bulletin 113(12): 1505-1521.
- 2003 amb J. Liu, A. Deino, and T.K. Kyser. Age and Origin of Authigenic K-feldspar in Uppermost Precambrian Rocks in the North American Midcontinent. Geological Society of America Bulletin 115(4): 422-433.